# عملیات جهانی
عملیات جهانی(به انگلیسی: Global Operations) یک بازی ویدئویی تیراندازی تاکتیکی اول شخص است که توسط Barking Dog Studios توسعه یافته و توسط Crave Entertainment و Electronic Arts منتشر شده است. این بازی در مارس سال 2002، پس از نسخه بتای چندنفره عمومی آن که فقط شامل نقشه کبک بود، منتشر شد. بازی کامل دارای سیزده نقشه بود و دارای حالت تک نفره و چند نفره بود که حداکثر بیست و چهار بازیکن و سه تیم را پشتیبانی می کرد. پس از آن، نسخه ی نمایشی چند نفره تنها با نقشه قطب جنوب منتشر شد. این بازی بر روی موتور بازی Lithtech ساخته شده است.

## توضیحات بازی
این بازی بر روی سلاح گرم در یک محیط نیروهای ویژه، با ترکیبی از تم های نظامی و ضد تروریستی تمرکز داشت. این بازی دارای تعداد زیادی سلاح گرم بود که تعداد آنها به ده ها می رسد و شامل طیف گسترده ای از تفنگ ها می شد. بسیاری از آنها را می توان بیشتر سفارشی کرد. به عنوان مثال، خشاب بیشتر  و صدا خفه کن می تواند اضافه شود.
تک‌نفره و چند نفره تخصص‌های متفاوتی (Commando، Recon، Medic، Heavy Gunner، Demolitions Expert و Sniper) را با توانایی‌های اضافی و سلاح‌های مخصوص کلاس ارائه می‌دهند. همه کلاس‌ها می‌توانند از همه سلاح‌های گرم کلاس‌های دیگر استفاده کنند (با برداشتن آنها از میدان نبرد)، اما هر کلاس ممکن است سطح مهارت یکسانی با یک سلاح خاص (مانند دقت بیشتر) نداشته باشد.
ویژگی های دیگری نیز وجود داشت، از جمله یک دستگاه ردیابی نشانه حیات، و همچنین سایر آیتم های بازی مانند نارنجک های گاز اشک آور، نارنجک های دودزا و دارو . می توان از LAW (سلاح ضد تانک سبک وزن) و همچنین دید در شب و دید حرارتی استفاده کرد.

## امتیاز
بازی با استقبال اولیه مطلوب مواجه شد. بازی با استقبال اولیه مطلوب مواجه شد.  در حال حاضر دارای امتیاز 8.1 "بسیار خوب" با استناد به کار تیمی پیشرفته در Counter-Strike است. این بازی بر اساس 13 منتقد، امتیاز 79 را در متاکریتیک دارد